# Dora Kaiser
Dora Marie Kaiser (* 11. September 1899 in Wien; † 12. Januar 1972 ebenda) war eine österreichische Schauspielerin.

## Leben
Sie erhielt eine tänzerische Ausbildung und gab ihren Bühneneinstand im Jahre 1912 als Tänzerin an der Wiener Hofoper. In der Spätphase des Ersten Weltkriegs begann Dora Kaiser zu filmen. Ihre erste wichtige Aufgabe war die Titelheldin in dem Melodram Die Tänzerin. Auf der Leinwand sah man sie meist in Hauptrollen, gelegentlich auch mit weniger tragenden Parts. Ihre bekannteste Rolle wurde 1921 die Constanze Weber in dem Künstlerporträt Mozarts Leben, Lieben und Leiden.
Zudem avancierte sie durch ihre graziöse Erscheinung zu einem begehrten Foto-Modell. Ende der 1910er Jahre wandte sich die junge Schönheit dem Film zu und startete mit der Titelrolle in dem von Louis Neher in Szene gesetzten Streifen „Die Tänzerin“ (1918) eine intensive, wenn auch kurze Leinwandkarriere. Mitte der 1920er gab sie ihre Filmkarriere auf.
Grund für die Abwendung vom Filmgeschäft war vermutlich ihre Eheschließung mit dem bekannten österreichischen Architekten Michael Rosenauer (1884 – 1971), den sie 1924 geheiratet hatte; das Paar lebte viele Jahre in London und teilweise in Paris. 1930 wurde sie in Paris zur bestangezogensten Frau Europas gekürt.
Nach der Trennung bzw. Scheidung, die nach Quellenlage in den 1940er Jahren erfolgt sein muss, ging Dora Kaiser, geschiedene Rosenauer, eine weitere Verbindung ein und lebte als (Maria) Dora Dieu in Paris, wo sie sich als Malerin betätigte; der Antrag zur Erlangung der amerikanischen Staatsbürgerschaft datiert auf Mitte Mai 1950.
Während eines Besuchs in ihrer Geburtsstadt Wien starb sie dort in der Wohnung ihrer Freundin Annemarie Hegner am 12. Januar 1972; die Urne mit den sterblichen Überresten wurde nach Paris überführt.

## Filmografie
| - 1918: Die Tänzerin - 1918: Das Kind meines Nächsten - 1918: Am Maskenball - 1918: Im goldenen Eldorado - 1918: In einer Nacht - 1919: Der Rebell - 1920: Großstadtgift - 1920: Herzblut - 1920: Der Fluch der Vererbung - 1920: Narr und Tod - 1920: Wildfeuer - 1920: Winterstürme - 1920: Der Teddybär - 1921: Die Frau in Weiß | - 1921: Mozarts Leben, Lieben und Leiden - 1921: Die Totenhand - 1921: Olga Frohgemut - 1921: Kleider machen Leute - 1921: Die Narrenkappe der Liebe - 1922: Faustrecht - 1922: Der Lumpensammler von Paris - 1922: Serge Panine - 1922: Flora Mystica - 1924: Was ist Liebe…? - 1925: Leibfiaker Bratfisch - 1925: Der ungebetene Gast - 1925: Die heiratsfähige Puppe |